# Franco Prosperi
 (Roma, 2 settembre 1928) è un regista italiano, ideatore insieme a Paolo Cavara e Gualtiero Jacopetti del genere cinematografico dei Mondo movie, il cui capostipite fu Mondo cane.

## Biografia
Laureatosi in Scienze Biologiche e Scienze Naturali, iniziò la sua carriera scientifica di ricercatore etnologico ed etologico presso l'Istituto di Zoologia dell'Università di Roma come allievo di Edoardo Zavattari. Più tardi si specializzò in ittiologia.
Fu uno dei pionieri della ricerca subacquea e collaborò con il C.I.R.S. (Centro Italiani Ricercatori Subacquei). Diresse una spedizione scientifica subacquea nell'Oceano Indiano presso le isole di Ceylon e Maldive dove compì esperimenti sugli squali (attaccato da uno squalo, fu salvato dal giornalista Carlo Gregoretti che per questo atto ricevette al Campidoglio la medaglia al valore civile). Fu premiato con L'arpione d'oro per la ricerca subacquea.
Nel 1953 diresse una successiva spedizione zoologica e geografica sotto l'egida della Società Geografica Italiana, della Presidenza del Consiglio dei ministri e per lo Zoo di Roma. Alla spedizione si accompagnò una troupe cinematografica della società di produzione Phoenix che realizzò il film Gran Comora in cui figurano le riprese subacquee realizzate da lui. Negli anni seguenti diresse altre spedizioni in Africa, Australia, Madagascar, Isole Comore, Arcipelago di Aldabra, Seychelles, Papua-Nuova Guinea.
Durante uno dei suoi viaggi africani inoltre trovò e fotografò una roccia nelle piane dello Zambesi, al confine con lo Zimbabwe (oggi sommersa dalla diga di Kariba) con incisa la scritta "V V ad 1294" che attribuì a Vadino Vivaldi, navigatore genovese partito col fratello Ugolino nel 1291 alla volta delle Indie; questa scoperta ispirò il suo ultimo libro, un romanzo sui fratelli Vivaldi.
Negli anni 1954-55 realizzò vari documentari naturalistici, molti dei quali vennero premiati nelle rassegne cinematografiche FEDIC, tra i quali la serie I viaggi meravigliosi per la Documento Film. Come autore e produttore collaborò con la Rai e realizzò (1958) per i "Viaggi del Telegiornale" trenta lungometraggi; in uno dei quali documentò la sua scalata del Kilimanjaro.
Scrisse articoli naturalistici e fece pubblicare resoconti di viaggi su numerosi giornali e riviste: La Tribuna Illustrata, L'Europeo, Epoca, La Vie des Betes, Il Giornale d'Italia, Il Messaggero, Momento Sera, Il Piccolo di Trieste, Il Mattino di Napoli.
Pubblicò diversi libri: Gran Comora e Matea Mora (Garzanti), Africa Addio (Rizzoli), Konig Der Haie (Nymphnburger verlagshandlung), Das Phantom der Gewasser  (Engelbert-Verlag), Vanished Continent (Hutchinson), Due vele per un sogno, primo premio Circe (Mursia).
L'incontro con Gualtiero Jacopetti costituì la svolta della sua carriera cinematografica. I due, nel 1962, girarono (insieme a Paolo Cavara) Mondo cane, documentario premiato con il David di Donatello e con una candidatura al premio Oscar per il commento musicale. Il film rappresentò l'Italia al Festival di Cannes. Attaccato da una certa critica, ottenne uno straordinario successo di pubblico anche all'estero, dette il via ad un genere definito Mondo movie. A Mondo cane fecero seguito Mondo cane 2, La donna nel mondo (David di Donatello) e Africa addio (terzo David di Donatello), tutti prodotti dalla Cineriz. Seguirono Addio zio Tom e Mondo candido della Euro International. Diresse i film di Antonio Climati e Mario Morra (non li firmò per accordi presi con il produttore Goffredo Lombardo) Ultime grida dalla savana e Savana violenta della Titanus e di grande successo di botteghino. Nel 1984 realizzò il suo ultimo lavoro per il grande schermo: Wild Beasts - Belve feroci.
Negli anni seguenti abbandonò l'attività cinematografica per tornare alle ricerche etnologiche e naturalistiche in Africa (Kenya, Uganda, Rhodesia-Zimbabwe, Sudafrica, Namibia).
Vive nei pressi di Formia e del Parco regionale di Gianola e Monte di Scauri.

## Filmografia

### Regista
- Nascita di un'isola (1955)
- I viaggi meravigliosi (1955)
- I santuari della natura (1958)
- Mondo cane (co-regia con Gualtiero Jacopetti e Paolo Cavara, 1962)
- La donna nel mondo (co-regia con Gualtiero Jacopetti e Paolo Cavara, 1963)
- Mondo cane 2 (co-regia con Gualtiero Jacopetti, 1963)
- Africa addio (co-regia con Gualtiero Jacopetti, 1966)
- Tecnica di un omicidio (come Frank Shannon, 1966)
- Addio zio Tom (co-regia con Gualtiero Jacopetti, 1971)
- Mondo candido (co-regia con Gualtiero Jacopetti, 1975)
- Wild Beasts - Belve feroci (1984)

### Produttore
- I viaggi meravigliosi (1955)
- I santuari della natura (1958)
- Addio zio Tom (1971)
- Savana violenta, regia di Antonio Climati e Mario Morra (1976)

### Sceneggiatore
- Nascita di un'isola (1955, documentario, cortometraggio)
- Africa addio (1966)
- Addio zio Tom (1971)
- Mondo candido (1975)
- Wild Beasts - Belve feroci (1984)
- Computron 22 (1988)

### Altro
- Gran Comora (consulenza e riprese subacquee) (1953)
- Dolce e selvaggio, (voce narrante) regia di Antonio Climati e Mario Morra (1983)

## Opere
- Matea Mora. Il signore dei pescecani, Garzanti, 1953.
- Gran Comora, Garzanti, 1971 (1955)
- Due vele per un sogno, Mursia, 2009.
- Passeggeremo ancora tra le rovine del tempio. Il cinema, la memoria, la morte: l'ultima conversazione con Gualtiero Jacopetti, con Stefano Loparco, Ed. Il Foglio, 2019, ISBN 9788876067624.